# شرکت گاز هنگ کنگ و چین

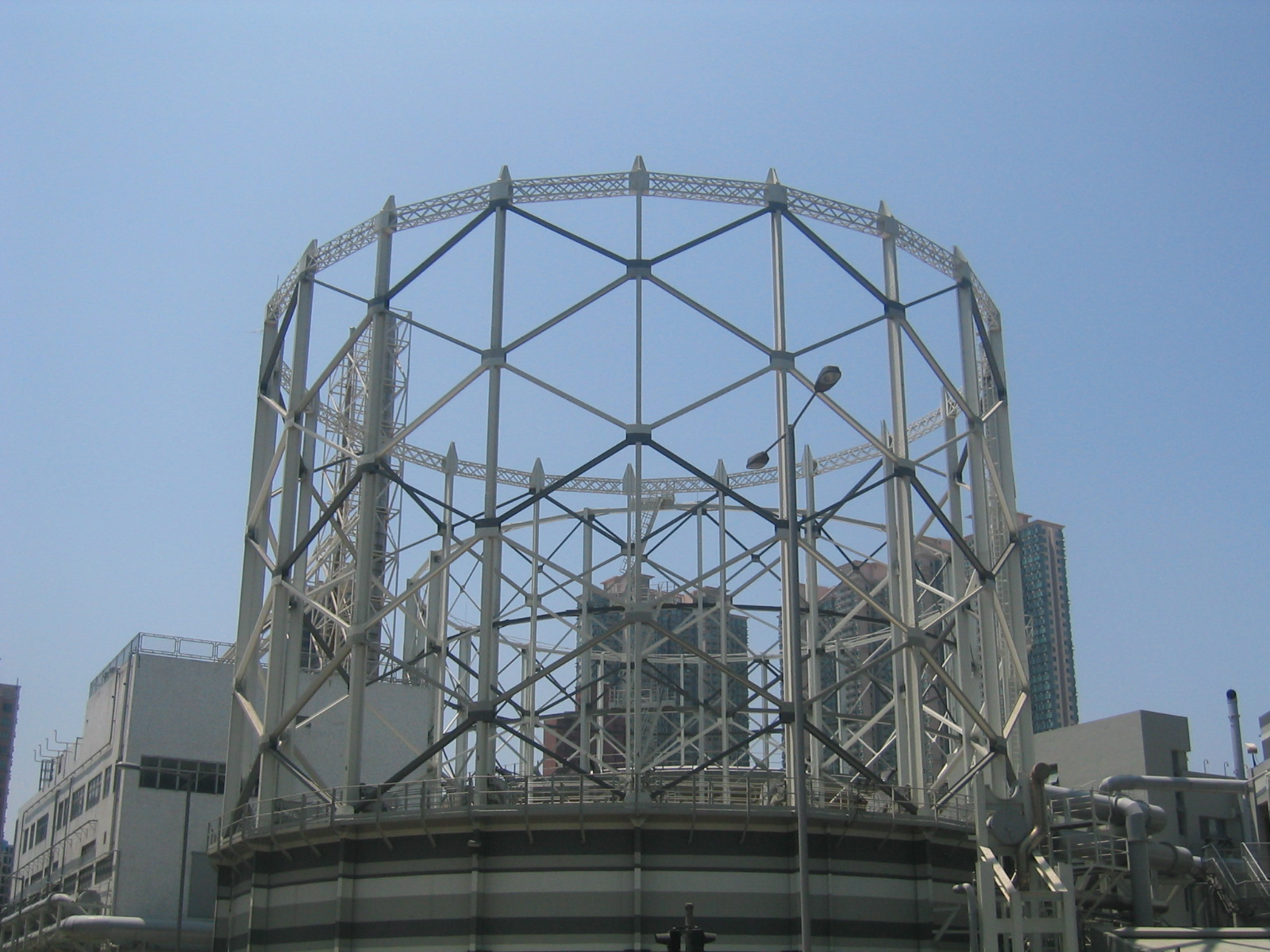
مخازن گاز شرکت گاز هنگ کنگ و چین، در ما تاو کوک، هنگ کنگ

شرکت گاز هنگ کنگ و چین (به چینی: 香港中華煤氣有限公司) شرکت انرژی هنگ کنگی است، که در زمینه تولید و توزیع گاز طبیعی، سوخت نفتا، ال‌ان‌جی و ال‌پی‌جی فعالیت می‌کند. این شرکت همچنین از طریق شرکت‌های تابعه و زیرمجموعه خود، در حوزه‌هایی چون ارائه خدمات عمومی، توسعه املاک و مستغلات، تأمین آب آشامیدنی، دفع پساب و استخراج زغال سنگ نیز اشتغال دارد.
شرکت گاز هنگ کنگ و چین در سال ۱۸۶۲ توسط ویلیام گلن راه‌اندازی شد و در حال حاضر با در اختیار داشتن شبکه انتقال گازی به‌طول ۳٫۵۰۰ کیلومتر، ۸۵٪ درصد از گاز موردنیاز هنگ کنگ را تأمین می‌نماید. این شرکت هم‌اکنون بزرگترین ارائه‌کننده خدمات عمومی در هنگ کنگ می‌باشد.
دفتر مرکزی این شرکت در هنگ کنگ قرار دارد و بخشی از سهام آن در بازارهای بورس اوراق بهادار هنگ کنگ، بورس شنژن و بورس تایوان معامله می‌شود.